# Konstantínos Tsiáras
Konstantínos Tsiáras (grec moderne : Κωνσταντίνος Τσιάρας), né le 2 juillet 1966 à Kardítsa en Grèce, est un homme politique grec, membre de la Nouvelle démocratie (ND).
De 2019 à 2023, il est ministre de la Justice, et depuis 2024, ministre du Développement rural et de l'Alimentation.

## Biographie
Aux élections législatives grecques de janvier 2015, il est élu député au Parlement grec sur la liste de la Nouvelle Démocratie dans la circonscription de Kardítsa.